# Blaž Medvešek
Blaž Medvešek, slovenski plavalec, * 10. julij 1980, Maribor.
Medvešek je za Slovenijo nastopil na poletnih olimpijskih igrah 2000 v Sydneyju, kjer je osvojil 23. mesto v disciplini 200 m hrbtno in 32. mesto v disciplini 100 m hrbtno, ter 2004 v Atenah, kjer je osvojil osmo mesto v disciplini 200 m hrbtno in 14. mesto v štafeti 4 X 100 m mešano.